# Melissa Tang
Melissa Tang, née le 7 mai 1985 à Los Angeles, est une actrice américaine.
Melissa Tang est née à Los Angeles, en Californie, d'une descendance chinoise. Elle a étudié le jeu d'acteur à l'université Carnegie-Mellon. Elle a joué dans les séries télévisées The Unit : Commando d'élite, Lie to Me, Les Experts, La Loi selon Harry, Bonne chance Charlie, New Girl et Baby Daddy. Elle apparaît également dans les films Beginners (2010) et le film internet Inside (2011). 
Elle a joué le rôle d'April Cho dans la sitcom The Goodwin Games. La première a été donnée en mai 2013.

## Filmographie
| Année | Titre                                | Rôle                    | Notes                                       |
| ----- | ------------------------------------ | ----------------------- | ------------------------------------------- |
| 2006  | The Routes of Wild Flowers           | Concurrent #1           |                                             |
| 2008  | Man Stroke Woman                     | Différents personnages  | Téléfilm                                    |
| 2008  | The Unit : Commando d'élite          | Anna                    | Épisode "État de siège"                     |
| 2009  | Lie to Me                            | Jeune femme             | Épisode "Noces de cire"                     |
| 2009  | Post Grad                            | Amie de l'université #1 |                                             |
| 2010  | Les Experts                          | Erin Nagano             | Épisode "Fin de parcours"                   |
| 2010  | Beginners                            | Liz                     |                                             |
| 2010  | My Freakin' Family                   | Llewelyn                | Épisode pilote invendu                      |
| 2011  | Inside                               | Jennifer Myer           |                                             |
| 2011  | La Loi selon Harry                   | Marnie Russert          | Épisode "Le braquage"                       |
| 2012  | New Girl                             | Jenn                    | Épisode "Les Réchauffeurs"                  |
| 2012  | Bonne chance Charlie                 | Rita                    | Épisode "Bébé arrive"                       |
| 2012  | Baby Daddy                           | Katie                   | Épisode "Something Borrowed, Something Ben" |
| 2013  | The Goodwin Games                    | April Cho               | Actrice régulière                           |
| 2013  | Die Hard : Belle journée pour mourir | Lucas                   |                                             |
| 2013  | How I Met Your Mother                | Amanda                  | Épisode "L'infraction du code"              |
| 2014  | Mom                                  | Suzanne Taylor          | 4 épisodes                                  |
| 2015  | The Big Bang Theory                  | Mandy Chao              | Épisode The Separation Oscillation          |